# Ignacio Ramonet

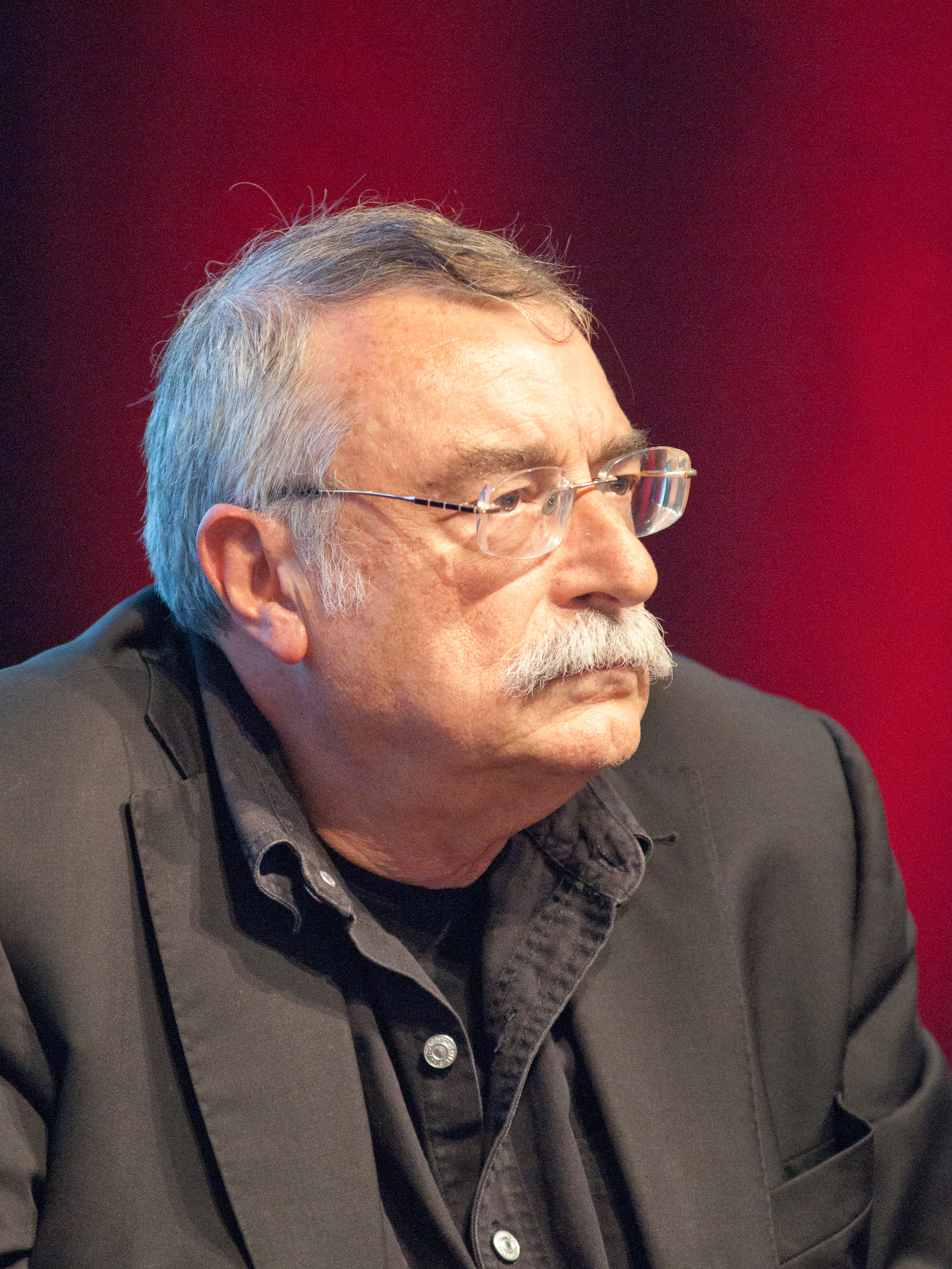
Ignacio Ramonet (2011)

Ignacio Ramonet (Redondela, 5 mei 1943) is een Spaanse journalist. Hij was lange tijd hoofdredacteur van het maandblad Le Monde Diplomatique en tevens oprichter van ATTAC.

## Biografie
Hij leeft en werkt in Frankrijk sinds 1972. Hij is een oud-leerling van Roland Barthes, afgestudeerd aan de École des Hautes Etudes en Sciences Sociales (EHESS) in Parijs, doctor in semiotiek. Hij was van 1991 tot in 2008 directeur van het maandblad Le Monde diplomatique.
Hij is eveneens doctor honoris causa van de universiteit van Santiago de Compostella en auteur van verschillende werken over geopolitiek en mediakritiek.
Zijn editoriaal in Le Monde diplomatique van december 1997 vormde de basis voor de oprichting van de vereniging ATTAC. Hij was een van de promotors van het Wereld Sociaal Forum van Porto Alegre (Brazilië) waarvoor hij de slogan "Een andere wereld is mogelijk" suggereerde. Ook is hij oprichter van de internationale ngo Media Watch Global en haar Franse versie Observatoire français des médias.

## Werken
- 1981 : Le Chewing-gum des yeux
- 1989 : La Communication victime des marchands
- 1995 : Cómo nos venden la moto, met Noam Chomsky
- 1996 : Nouveaux pouvoirs, nouveaux maîtres du monde
- 1997 : Géopolitique du chaos
- 1998 : Internet, el mundo que llega
- 1998 : Rebeldes, dioses y excluidos, met Mariano Aguirre
- 1999 : La Tyrannie de la communication
- 1999 : Geopolítica y comunicación de final de milenio
- 2000 : La golosina visual
- 2000 : Propagandes silencieuses
- 2001 : Marcos, la dignité rebelle
- 2002 : La Post-Télévision
- 2002 : Guerres du XXIe siècle
- 2004 : Abécédaire partiel et partial de la mondialisation, met Ramón Chao en Jacek Wozniak
- 2005 : Irak: Histoire d'un désastre
- 2006 : Fidel Castro: biografía a dos voces, ook getiteld Cien horas con Fidel